# MBCニューズナウ
『MBCニューズナウ』（エムビースィー ニューズナウ、MBC NEWS NOW）は、南日本放送（MBCテレビ）で放送されている夕方のローカルニュース番組。現在の放送時間は月曜日から金曜日の18:15から18:55。2014年3月31日まで『ヤン坊マー坊天気予報』を内包していた。2024年9月30日から放送されている『MBCごごナウ』もここで記述する。

## 概要
前番組の『MBC6時こちら報道』に代わって1990年4月2日に開始した。キー局（TBSテレビ）の番組も同日に『JNNニュースの森』に変更されているが、南日本放送側は番組タイトル変更の理由を同年2月18日に行われた第39回衆議院議員総選挙の誤当確の影響としている。このため、司会者はMBC6時こちら報道からそのまま引き継がれており、事実上は新番組というより題名の改題による続編といえる。
番組開始時は『MBC6時こちら報道』と同様に土曜日も放送していたが、1997年に『陶山賢治の時の風』に引き継がれた（2006年4月以降はMBCニュース）。
オープニング曲は鹿児島市出身の作曲家得田真裕作曲のオリジナル楽曲（2021年度に行われたリニューアル以降）、エンディング曲は地元に縁のあるアーティストの曲を採用している。2001年8月はRIKKIの「素敵だね」が採用され、最終日には『ファイナルファンタジーX』の映像が放送された。
なお、番組名をニューズとしている事例は他に朝日放送（ABCテレビ）の『ABC NEWSゆう→NEWSゆう+』、南日本放送のキー局であるTBSテレビの『Nスタ ニューズアイ』がある。
2013年11月4日より、女性キャスターが曜日毎に変わる体制を試みたが、2014年度から再び男女固定ペアでの放送となった。
2009年度に放送された「総力報道!THENEWS」の終了により、当番組の終了時間が2010年度から19:00終了となったが2015年4月から「わんぱくテレビ」が水曜18:55に移動、2015年7月6日から残りの曜日で「MBCアーカイブス 昭和のふるさと」がスタートしたため再び18:55終了に戻された（2016年4月から水曜日にも「MBCアーカイブス 昭和のふるさと」を放送）。
2016年12月29日をもって豊平が産休のため降板、2017年1月1日の新春スペシャルより2008年3月3日から2011年3月25日の間、同番組のキャスターであった執行が復帰する形で新キャスターに就任した。また、執行は2011年3月末日に退職・卒業後に同系列局のBS番組などでリポーターを行なっており、2016年秋以降は同番組内にて中継リポートや取材などで出演していた。
2019年3月29日の放送をもって長年メインキャスターを務めていた藤原一彦が引退して岩崎全智がメインキャスターとして出演することとなる。岩崎全智はこれまで、種子島宇宙センターなどの中継など同番組に携わってきた。　

### 放送時間の変遷
| 期間      | 期間      | 放送時間（日本時間）  | 放送時間（日本時間）  | 放送時間（日本時間）  | 放送時間（日本時間）  | 放送時間（日本時間）  | 放送時間（日本時間）  |
| 期間      | 期間      | 月曜                  | 火曜                  | 水曜                  | 木曜                  | 金曜                  | 土曜                  |
| --------- | --------- | --------------------- | --------------------- | --------------------- | --------------------- | --------------------- | --------------------- |
| 1990.4.2  | 1997.3.29 | 18:30 - 19:00（30分） | 18:30 - 19:00（30分） | 18:30 - 19:00（30分） | 18:30 - 19:00（30分） | 18:30 - 19:00（30分） | 18:00 - 18:30（30分） |
| 1997.3.31 | 2000.3.31 | 18:30 - 19:00（30分） | 18:30 - 19:00（30分） | 18:30 - 19:00（30分） | 18:30 - 19:00（30分） | 18:30 - 19:00（30分） | （放送なし）          |
| 2000.4.3  | 2002.3.29 | 18:21 - 19:00（39分） | 18:21 - 19:00（39分） | 18:21 - 19:00（39分） | 18:21 - 19:00（39分） | 18:21 - 19:00（39分） | （放送なし）          |
| 2002.4.1  | 2005.3.25 | 18:19 - 18:55（36分） | 18:19 - 18:55（36分） | 18:19 - 18:55（36分） | 18:19 - 18:55（36分） | 18:19 - 18:55（36分） | （放送なし）          |
| 2005.3.28 | 2009.3.27 | 18:16 - 18:55（39分） | 18:16 - 18:55（39分） | 18:16 - 18:55（39分） | 18:16 - 18:55（39分） | 18:16 - 18:55（39分） | （放送なし）          |
| 2009.3.30 | 2009.9.25 | 18:05 - 18:45（40分） | 18:05 - 18:45（40分） | 18:05 - 18:45（40分） | 18:05 - 18:45（40分） | 18:05 - 18:45（40分） | （放送なし）          |
| 2009.9.28 | 2010.3.26 | 18:00 - 18:40（40分） | 18:00 - 18:40（40分） | 18:00 - 18:40（40分） | 18:00 - 18:40（40分） | 18:00 - 18:40（40分） | （放送なし）          |
| 2010.3.29 | 2015.3.27 | 18:15 - 19:00（45分） | 18:15 - 19:00（45分） | 18:15 - 19:00（45分） | 18:15 - 19:00（45分） | 18:15 - 19:00（45分） | （放送なし）          |
| 2015.3.30 | 2015.7.3  | 18:15 - 19:00（45分） | 18:15 - 19:00（45分） | 18:15 - 18:55（40分） | 18:15 - 19:00（45分） | 18:15 - 19:00（45分） | （放送なし）          |
| 2015.7.6  | 現在      | 18:15 - 18:55（40分） | 18:15 - 18:55（40分） | 18:15 - 18:55（40分） | 18:15 - 18:55（40分） | 18:15 - 18:55（40分） | （放送なし）          |

## 出演者
キャスター
- 松﨑洋子（2022.10.3 - 、月曜 - 木曜、2023.10.2 - 月曜 - 水曜）
- 坂元楓（2023.7.7 - 、金曜、2023.10.2 - 2024.3.29、月曜 - 水曜、2024.4.4 - 木曜・金曜）
- 小園秀汰（2023.10.2 - 2024.3.29、木曜 - 金曜、2024.4.1 - 月曜 - 水曜）
- 豊平有香（2023.10.2 - 、木曜 - 金曜）

スポーツキャスター（Nスポ）
- 小野鼓太郎（2024年9月30日 - ）

天気予報
- 住吉大輔
- 大山有布佳（2011.4に北海道テレビより移籍）
- 亀田晃一（MBC報道カメラマン兼任）
- 鮫島薫乃

過去
| 期間      | 期間       | 男性     | 男性     | 男性     | 男性     | 男性     | 男性         | 女性              | 女性              | 女性              | 女性              | 女性              |
| 期間      | 期間       | 月曜     | 火曜     | 水曜     | 木曜     | 金曜     | 土曜         | 月曜              | 火曜              | 水曜              | 木曜              | 金曜              |
| --------- | ---------- | -------- | -------- | -------- | -------- | -------- | ------------ | ----------------- | ----------------- | ----------------- | ----------------- | ----------------- |
| 1990.4.2  | 1991.9.28  | 横山欣司 | 横山欣司 | 横山欣司 | 横山欣司 | 横山欣司 | 中松禎夫     | 宇土美子          | 宇土美子          | 宇土美子          | 宇土美子          | 宇土美子          |
| 1991.9.30 | 1995.3.31  | 横山欣司 | 横山欣司 | 横山欣司 | 横山欣司 | 横山欣司 | 中松禎夫     | 平原悦子 川畑知華 | 平原悦子 川畑知華 | 平原悦子 川畑知華 | 平原悦子 川畑知華 | 平原悦子 川畑知華 |
| 1995.4.3  | 1995.9.29  | 横山欣司 | 横山欣司 | 横山欣司 | 横山欣司 | 横山欣司 | 中松禎夫     | 平原悦子          | 平原悦子          | 平原悦子          | 平原悦子          | 平原悦子          |
| 1995.10.2 | 1997.3.29  | 横山欣司 | 横山欣司 | 横山欣司 | 横山欣司 | 横山欣司 | 中松禎夫     | 平原悦子 竹村志麻 | 平原悦子 竹村志麻 | 平原悦子 竹村志麻 | 平原悦子 竹村志麻 | 平原悦子 竹村志麻 |
| 1997.3.31 | 1997.9.26  | 横山欣司 | 横山欣司 | 横山欣司 | 横山欣司 | 横山欣司 | （放送なし） | 平原悦子 竹村志麻 | 平原悦子 竹村志麻 | 平原悦子 竹村志麻 | 平原悦子 竹村志麻 | 平原悦子 竹村志麻 |
| 1997.9.29 | 2000.3.31  | 横山欣司 | 横山欣司 | 横山欣司 | 横山欣司 | 横山欣司 | （放送なし） | 竹村志麻          | 竹村志麻          | 竹村志麻          | 竹村志麻          | 竹村志麻          |
| 2000.4.3  | 2004.10.1  | 城光寺剛 | 城光寺剛 | 城光寺剛 | 城光寺剛 | 城光寺剛 | （放送なし） | 竹村志麻          | 竹村志麻          | 竹村志麻          | 竹村志麻          | 竹村志麻          |
| 2004.10.4 | 2008.2.29  | 藤原一彦 | 藤原一彦 | 藤原一彦 | 藤原一彦 | 藤原一彦 | （放送なし） | 福山喬子          | 福山喬子          | 福山喬子          | 福山喬子          | 福山喬子          |
| 2008.3.3  | 2011.3.25  | 藤原一彦 | 藤原一彦 | 藤原一彦 | 藤原一彦 | 藤原一彦 | （放送なし） | 執行真希          | 執行真希          | 執行真希          | 執行真希          | 執行真希          |
| 2011.3.28 | 2013.11.1  | 藤原一彦 | 藤原一彦 | 藤原一彦 | 藤原一彦 | 藤原一彦 | （放送なし） | 竹内梢            | 竹内梢            | 竹内梢            | 竹内梢            | 竹内梢            |
| 2013.11.4 | 2014.3.28  | 藤原一彦 | 藤原一彦 | 藤原一彦 | 藤原一彦 | 藤原一彦 | （放送なし） | 古山かおり        | 豊平有香          | 久保美紗恵        | 美坂理恵          | 柳佐知            |
| 2014.3.31 | 2014.9.26  | 藤原一彦 | 藤原一彦 | 藤原一彦 | 藤原一彦 | 藤原一彦 | （放送なし） | 柳佐知            | 美坂理恵          | 久保美紗恵        | 豊平有香          | 増田優香子        |
| 2014.9.29 | 2016.12.29 | 藤原一彦 | 藤原一彦 | 藤原一彦 | 藤原一彦 | 藤原一彦 | （放送なし） | 豊平有香          | 豊平有香          | 豊平有香          | 豊平有香          | 豊平有香          |
| 2017.1.1  | 2019.3.29  | 藤原一彦 | 藤原一彦 | 藤原一彦 | 藤原一彦 | 藤原一彦 | （放送なし） | 執行真希          | 執行真希          | 執行真希          | 執行真希          | 執行真希          |
| 2019.4.1  | 2019.9.27  | 岩崎全智 | 岩崎全智 | 岩崎全智 | 岩崎全智 | 岩崎全智 | （放送なし） | 執行真希          | 執行真希          | 執行真希          | 執行真希          | 執行真希          |
| 2019.9.30 | 2020.3.27  | 岩崎全智 | 岩崎全智 | 岩崎全智 | 岩崎全智 | 岩崎全智 | （放送なし） | 末永安佳梨        | 末永安佳梨        | 執行真希          | 執行真希          | 執行真希          |
| 2020.3.30 | 2021.10.1  | 岩崎全智 | 岩崎全智 | 岩崎全智 | 岩崎全智 | 岩崎全智 | （放送なし） | 末永安佳梨        | 末永安佳梨        | 末永安佳梨        | 豊平有香          | 豊平有香          |
| 2021.10.4 | 2022.9.30  | 岩崎全智 | 岩崎全智 | 岩崎全智 | 岩崎全智 | 岩崎全智 | （放送なし） | 美坂理恵          | 美坂理恵          | 豊平有香          | 豊平有香          | 豊平有香          |
| 2022.10.3 | 2023.3.3   | 岩崎全智 | 岩崎全智 | 岩崎全智 | 岩崎全智 | 岩崎全智 | （放送なし） | 美坂理恵          | 美坂理恵          | 松﨑洋子          | 松﨑洋子          | 松﨑洋子          |
| 2023.3.6  | 2023.6.30  | 岩崎全智 | 岩崎全智 | 岩崎全智 | 岩崎全智 | 岩崎全智 | （放送なし） | 松﨑洋子          | 松﨑洋子          | 松﨑洋子          | 松﨑洋子          | 松﨑洋子          |
| 2023.7.3  | 2023.9.29  | 岩崎全智 | 岩崎全智 | 岩崎全智 | 岩崎全智 | 岩崎全智 | （放送なし） | 松﨑洋子          | 松﨑洋子          | 松﨑洋子          | 松﨑洋子          | 坂元楓            |
| 2023.10.2 | 2024.3.29  | （不在） | （不在） | （不在） | 小園秀汰 | 小園秀汰 | （放送なし） | 松﨑洋子 坂元楓   | 松﨑洋子 坂元楓   | 松﨑洋子 坂元楓   | 豊平有香          | 豊平有香          |
| 2024.4.1  | 現在       | 小園秀汰 | 小園秀汰 | 小園秀汰 | （不在） | （不在） | （放送なし） | 松﨑洋子          | 松﨑洋子          | 松﨑洋子          | 豊平有香 坂元楓   | 豊平有香 坂元楓   |

## 特別番組
年末スペシャル
- 2015年12月23日18:15 - 19:51に「MBCニューズナウ＆どーんと鹿児島 2015かごしまこの1年」[4]を放送。

新春スペシャル
毎年1月1日に当番組をベースにした新春スペシャルを生放送している（開始時期不明）、2009年は早朝時間帯に代替の特別生番組を放送した為放送無し
- 2016年 第1部（16:30 - 17:00）と第2部（17:15 - 18:00）の2部構成で放送。（17:00 - 17:15はNスタを放送）

周年記念特別番組
- 2016年10月5日20:00 - 20:54に「MBC夕方ワイドニュースの40年～鹿児島の“いま”を伝えつづけて～」[5]を放送。
  - 特別番組放送前の9月26日 - 9月30日に当時のオープニングやニュース映像を交えて『MBC6時こちら報道』と『MBCニューズナウ』、『陶山賢治の時の風』の40年を振り返った。

## 土曜版
1982年10月から始まった『こちら報道』土曜版に続き、当番組も土曜版を放送していた。その為、同時間帯に放送されていた料理天国やMBS発のアニメ枠は1週間遅れのネットとなっていた。
1997年4月には新機軸として『陶山賢治の時の風』へリニューアルしたが、2006年3月に終了。4月1日にアニメ『BLOOD+』を2話連続放送で遅れを取り戻し、同時ネットへ移行した。

## MBCでの「ナウ」を冠する番組
MBCでは当番組の開始以降、本番組同様に「ナウ」を番組名に入れた報道番組や情報番組が複数存在した。
- むっちゃんかごしまNOW → むっちゃんのお天気ナウ - 当時同局のローカルタレントだった猪俣睦彦が司会を担当した情報番組→天気番組。平日の17:55 - 18:00に放送していたが、2000年4月3日から「ニュースの森」が放送時間を17:54に繰り上げたのに伴い終了した。
- MBC経済ナウ - 2000年3月まで日曜 7:15 - 7:30に放送、当番組の出演者でもあった横山欣司が出演。
- MBC週刊ナウ - 2000年4月から土曜 6:45 - 7:30に放送、岡田祐介、重富真美、気象予報士の前田一郎が出演[6][7]。「サタデーずばッと」の開始に伴い2002年3月をもって終了。
- お天気ナウ - 2009年度の平日 19:50 - 19:55に放送。気象予報士（前田一郎もしくは亀田晃一）が出演し、気象解説を行うミニ番組。

### MBCごごナウ
2024年9月26日（木曜日）まで放送されていた「かごしま4」に代わる午後のニュース・生活情報番組として同年9月30日に開始
県内のニュース、生活情報と気象情報や本番組のラインナップで構成されているが、月曜日のみ「わんぱくてれび」（再放送、15:45.30 - 15:49）を内包している。
当番組の開始に伴い、当該時間帯に放送されている「ゴゴスマ -GO GO!Smile!-」のMBCでの放送時間は15:40までに短縮となった。
| 南日本放送 平日午後のMBCニュース         | 南日本放送 平日午後のMBCニュース | 南日本放送 平日午後のMBCニュース |
| 前番組                                   | 番組名                           | 次番組                           |
| ---------------------------------------- | -------------------------------- | -------------------------------- |
| かごしま4 （県内ニュースは番組内に内包） | MBCごごナウ                      | -                                |

## 参考資料
- 南日本放送編『MBC50年の軌跡』 2004年。